# San Javier
|  | Per la ciutat de l'Uruguai vegeu San Javier |

San Javier és un municipi de la Comunitat Autònoma de la Regió de Múrcia (Espanya), a la comarca del Camp de Cartagena.
La seua extensió és de 74,2 km² i té una població de quasi 23.000 habitants, encara que es multiplica notablement a l'època estival. Té 23 km de costa al Mar Menor i 16 km a la mar Mediterrània, i la seua altitud mitjana és de 17 metres.
El poble està al costat de la carretera nacional N-332 i l'Autopista AP-7.

## Geografia
- Latitud: 37° 48′ N
- Longitud: 000° 51′ O

Al Terme Municipal de San Javier es troba l'Acadèmia General de l'Aire, centre d'ensenyament dels pilots de l'Exèrcit de l'Aire Espanyol i seu de la Patrulla Acrobàtica Àguila i l'l'aeroport de San Javier, que comparteix les instal·lacions de l'Acadèmia.
També hi ha un important centre agrícola a les entitats de població d'El Mirador, La Grajuela, Roda, Los Sáez de Tarquinales, Pozo Aledo o La Calavera, on es produeixen diversos tipus de varietats d'hortalisses i fruites.

## Platges
El mar de San Javier està format per Santiago de la Ribera i La Manga del Mar Menor. Algunes de les seues platges més importants són la Platja de El Castillico, la de Colón, El Pescador, Veneziola, Estacio, i aixina fins a quasi les 30 platges que conformen l'oferta turística d'este municipi.

## Història
Els orígens com a població estable de San Javier va ser al segle xvii, al voltant d'una ermita dedicada a San Francesc Xavier, en un encreuament de camins a la costa murciana.
La història de San Javier va lligada a tres elements: la terra, el mar i l'aire.
San Javier és un territori neutral entre el mar i el camp, el seu devenir històric és inseparable del conjunt de la comarca marmenorense, on els primers pobladors ja apareixien al Paleolític.
Al fons del Mar Menor es dona fe de què vaixells fenicis, grecs i romans navegaren per les seues aigües i van comerciar a les seues costes.
Amb la reconquesta cristiana, el camp riberenc marmenorense va passar a dependre del que ara és l'Ajuntament de Múrcia i va ser repoblat amb castellans, aragonesos i catalans, cognoms d'aquests en són l'origen de la toponímia de gran part dels nuclis de població d'aquesta zona.
Al segle xvii es va construir, a l'actual nucli urbà de San Javier, una ermita sota l'advocació de San Francesc Xavier, al voltant de la qual es van agrupar els habitants de les cases disperses.
San Javier es va segregar de l'Ajuntament de Múrcia el 9 de març de 1836.